# Eustroma mardinata
Eustroma mardinata là một loài bướm đêm trong họ Geometridae.